# CR-Baureihe HXD3C
Die HXD3C ist eine Elektrolokomotive der China Railways. HX ist die Abkürzung für Harmonie (chinesisch: hé xié), D steht für elektrisch (chinesisch: diàn), 3 steht für Lokomotiven, die vom Lokomotivwerk Dalian gebaut werden und C steht für die fortlaufende Bezeichnung der einzelnen Baureihen.

## Einsatzgeschichte
Anfang Juli 2010 liefen die ersten beiden HXD3C-Lokomotiven in Dalian vom Band, die Lokomotive Nr. 0001 mit 23-Tonnen-Achslast und die Nr. 0002 mit 25 Tonnen Achslast, welche nach den avisierten Tests wieder auf 23 Tonnen Achslast reduziert wurden.
Der erste Test fand am 24. Juli 2010 auf der Bahnstrecke Shenyang–Dalian (Shenda-Linie) statt. Weitere umfangreiche Leistungstests erfolgten in den Folgemonaten.

## Technik
Die HXD3C wurde aus den Baureihen HXD3 und CR-Baureihe HXD3B entwickelt. Es handelt sich um eine Personen- und Güterzuglokomotive mit 7.200 kW Dauerleistung mit einer Höchstgeschwindigkeit von 120 km/h. Die Lokomotive verfügt über einen Einzelachsantrieb mittels Asynchronmotoren, die von drei wassergekühlten IGBT-Stromrichtern versorgt werden. Pro Fahrmotor ist eine Leistung von 1,2 MW installiert.